# 中國時區
中國幅員遼闊，按国际通行时区划分标准可劃分為東五區、東六區、東七區、東八區、東九區5個時區。民國時期全國時區被劃分為崑崙時區、回藏時區（後改稱新藏時區）、隴蜀時區、中原時區、以及長白時區。
1949年中华人民共和国成立後，中國大陸全境統一劃為東八區（UTC+8），同時以北京时间作為全國唯一的標準時間（实际上另有新疆時間）。除了中國内地之外，香港與澳門也因地理位置以東八區做為標準時間，分別稱作香港時間與澳門標準時間。
1949年中華民國政府遷臺後，實轄地域僅剩中原時區，中原標準時間現今亦稱「國家標準時間」、「臺灣時間」、「臺北時間」。

## 歷史
1870年代，上海法租界的徐家汇观象台以上海地方平时为租界与港口的船舶授时。19世纪末改为东经120度标准时。
1902年元旦，中国海关采取东经120度标准时，称为“海岸时”（China Coast Time），通行于沿海与长江各主要港口，并被京奉铁路、京汉铁路、津浦铁路采用。至1904年8月1日，全国铁路、电报、海关均实行。根据香港天文台资料，也是自1904年开始采取东经120度标准时。
1912年之前，清政府钦天监制订國家的標準曆法《御定万年书》，按照北京的地方视太阳时计算时间，由朝廷頒布，稱為「奉正朔」，而中国传统历法同時依賴於日月兩個天體的運動，並以實際天文觀測為準，因此曆時標準都以朝廷所在地（準確說，是钦天监的觀測點）的經緯為準。

### 中華民國成立後
1912年春，甫成立不久的中华民国北洋政府设中央观象台。赶编《元年历书》《二年历书》均沿袭旧法。1913年初，编纂《三年历书》时才改用北京地方平太阳时，即从1914年开始生效。

#### 1918年：五大時區之始
位于法国的国际时间委员会（時稱「万国时辰统一会」）指导下，民國7年（1918年），中央觀象台提出將中华民国劃分為5個時區：
- 崑崙時區（GMT+5:30），以東經82度半經線之時刻為標準；新疆及西藏之西部屬之。
- 回藏時區（GMT+6），以東經90度經線之時刻為標準；蒙古、甘肅、青海及西康等西部，新疆及西藏之東部屬之。以下三者皆為整時區。
- 隴蜀時區（GMT+7），以東經105度經線之時刻為標準；陝西、四川、雲南、貴州、廣西，甘肅東部，寧夏、綏遠，蒙古中部、青海及西藏之東部屬之。
- 中原時區（UTC+8），以東經120度經線之時刻為標準；北京、江蘇、安徽、浙江、福建、湖北，湖南，江西、廣東、直隶、河南、山東、山西、熱河、察哈爾、遼寧、黑龍江之龍江、璦琿以西及蒙古之東部屬之。
- 長白時區（GMT+8:30），以東經127度半經線之時刻為標準；吉林及黑龍江之龍江、璦琿之東屬之：以上二者皆半時區也。

民國8年（1919年），中央觀象台出版的《中華民國八年曆書》刊登中國各大城市地理緯度表和所位於的標準時區及其標準時與該城市地方平時的比較表，發表中華民國劃分五時區的計劃，同時提出標準時如何傳遞的授時問題。

#### 1930年代的廣播報時
民國17年（1928年），中華民國國民政府繼承中華民國北京政府，原中央觀象台的業務由南京政府中央研究院的天文研究所（現天文及天文物理研究所）和氣象研究所（现中国科学院大气物理研究所）分別接收。天文研究所編寫的曆書基本上沿襲中央觀象台的做法，仍將全國劃分為5個標準時區，只是在有關交氣、合朔、太陽出沒時刻等處，不再使用北平的地方平時，而改以南京所在的標準時區的區時即東經120°標準時替代。
中原時區的標準時刻，由位於上海法租界的徐家匯觀象台提供，授時則由海關、電報總局、鐵路局以電報形式將標準時刻傳遞到各地所屬機構。20世紀20年代末30年代初，在上海、南京、北平、天津等大城市相繼建立廣播電台，在車站、碼頭、大銀行、大機關及繁華街道，多置有大鐘，為普通市民提供時間服務。南京、青島等城市還每日定時為市民鳴放電笛報時。使得中原時區的標準時得到有效實施。
交通部發文令全國電報局自民國24年（1935年）3月起，一律改用標準時，並令上海無線電報局和南京有線電報局分別承擔每日廣播報時；南京電報局每日11點30分對時一次。

#### 1932年：满洲国時間
满洲国1932年成立时使用东八区时间，与中华民国中原時間一致。為了警戒蘇聯，1937年1月1日改为东九区，与日本标准时间一致。滿洲國時間主要由滿鐵、滿洲航空會社、滿洲電信電話株式会社推動。關於滿洲國是否要實施夏時制，亦有討論。

#### 1939年：隴蜀時區崛起、五大時區重新劃界
民國26年（1937年）7月，在青島召開的第14屆中國天文學會年會上，有的學者提出「求全國時區制之實現，應呈請中央明令公布之」的意見，有的學者提出「長白崑崙兩區也作整時區」的意見，有的學者提出「中國全境悉用東經120°時刻」的意見。為此，中華民國內政部於民國28年（1939年）3月9日在陪都重慶召開標準時間會議，會議決定「我國標準時區仍照前中央觀象台所劃定，分為五區；並請中央研究院制定標準時區圖，送由內政部通行各省市，轉飭一律遵守」。修改方案從民國28年（1939年）6月1日起實施，但同時決定「在抗戰期間，全國一律暫用一種時刻，即以隴蜀時區之時刻為標準」。。
中央研究院天文研究所根據決議修改如下：「其所劃分之界限，與前中央觀象台所定者，略有不同。蓋中央觀象台規定之時，僅作初步劃分，回藏崑崙兩時區之界限，均作直線，以致甘肅、寧夏、青海、新疆、西康諸省中有同屬一旗，採用兩種標準時區之病。故天文研究所所定各區之範圍，除大體以省區界線為限，距省區界線較遠者，則按重要城鎮及地方形勢劃分外，更就政治區域，重新劃分。其所定各區名稱、標準及範圍如下：
1. 中原時區（又稱“上海時間”）以東經120度經線之時刻為標準，比格林威治時刻早八小時（UTC+08:00）。江蘇、安徽、浙江、福建、臺灣、江西、 湖北、湖南、廣東、河北、河南、山東、山西、熱河、察哈爾、遼寧等省，南京、上海、北平、天津、青島等市，威海衛行政區，黑龍江之龍江、嫩江、璦琿等縣及其以西各地，蒙古之車臣汗部等地，均屬此區。
2. 隴蜀時區（又稱“重庆時間”）以東經105度經線之時刻為標準，比格林威治時刻早七小時（UTC+07:00）。陝西、四川、貴州、雲南、廣西、 寧夏、綏遠等省，甘肅之玉門縣及其以東各地。青海之都蘭、玉樹兩縣及其以東各地，西康之昌都、科麥、察隅各縣及其以東各地，蒙古之土謝圖汗、三音諾顏汗兩部，西京、重慶兩市等地，均屬此區。
3. 新藏時區（又稱“迪化時間”）以東經90度經線之時刻為標準，比格林威治時刻早六小時（UTC+06:00）。甘肅之玉門縣以西各地，蒙古之扎薩克圖汗部， 青海之都蘭、玉樹兩縣以西各地，西康之昌都、科麥、察隅各縣以西各地，新疆之精河、庫車兩縣及其以東各地，西藏之前藏、後藏等地，均屬此區。
4. 長白時區（又稱“哈爾濱時間”）以東127度半經線之時刻為標準，比格林威治時刻早八小時半（UTC+08:30）。吉林省、黑龍江之龍江、嫩江、璦琿等縣以東各地，東省特別行政區等地， 均屬此區。
5. 崑崙時區（又稱“喀什時間”）以東經82度半經線之時刻為標準，比格林威治時刻早五小時半。（UTC+05:30）新疆之博樂、于闐兩縣及其以西各地，西藏之阿里等地，均屬此區。[7]

#### 汪精衛國民政府
1940年，上海租界自行发起日光节约時制，定于6月1日至10月12日实行夏令时，此后的1941年3月15日至11月1日也实行夏令时，直至年底太平洋战争令上海租界被日本攻破。1942年，汪精衛國民政府发布命令：“在大东亚战争期内，日光节约时间全年各地一律适用。”

#### 中国共产党解放區的时间标准
1936年2月，红一方面军试图从陕西渡黄河攻打山西，2月19日毛泽东给部队发电报：“渡河时间不可参差，一律20号20时开始，以聂荣臻之表为准。”中共既没有广播电台对时，也没有广泛装备使用的精密钟表，一直难以构建自己的标准时间。
1940年7月3日陕甘宁边区学联号召青干、陕公、鲁艺、抗大、女大、边师、马列学院、党校、军政学院、行政学院、军政研究班等学校的学生会俱乐部发起遵守时间签名运动。但延安几乎没有能够工作的手表和座钟。除了必须按约定时间与异地通联的无线电台，延安各单位都没有精确的时间。1940年12月30日，延安新华广播电台开始播音，使用中原时区时间。1942年，延安自然科学院的江天成在《解放日报》发表了《延安日晷与地方时》，详细说明了延安制作日晷计时的情况，并解释了日晷所显示的时间与陇蜀时区时间的换算办法。江天成等在延安自然科学院和延安南门外新市场入口处分别安置了两座日晷。
1944年10月6日，美国《纽约时报》记者爱金生在《中国的乐土延安》一文中指出，延安使用三种不同的时间：
- 比重庆时间快一小时的上海时间；
- 比重庆时间慢20分钟的延安时间
- 重庆时间。

《解放日报》社有一座只有摆放成特定姿势才能走的座钟。延安白求恩国际和平医院用点燃的线香来记录大致时间，院长说“我们用的是烧香时间”。 
英国学者林迈可从晋察冀到延安后，推动了计时技术的提高。林迈可回忆录中写：由于延安日晷计时所带来的种种不便，使得延安与外界交流时仍面临时间差异的问题，他将这些问题写信告知了毛泽东：“现今社会已经实行标准时区的办法，而惟一曾使用地方时间的人，是从前在山西实行太原时间的阎锡山先生，共产党当然不会愿意效法一个军阀，接着我又说明了使用日晷带来的种种不便。结果毛泽东先生让他的一位秘书给在延安的各机构打电话，询问使用什么样的标准时间最好。过了几天《解放日报》登出了一条新通知，规定延安就使用其所处时区的时间，即中国中部标准时间。毛泽东先生并复信给我，感谢我提的意见。”1945年2月6日，陕甘宁边区政府在《解放日报》上发布通告，“查本边区尚无统一标准时间，甚为不便。兹决定以华西标准时间为边区统一的标准时间。按华西标准时间比延安日晷时间迟十八分钟。因此，照本地日晷时间推迟十八分钟，即得华西标准时间。望一律遵行，以资统一，而便对外通讯联络。”这一时间实际上就是以陇蜀时区的时间为标准。
1945年8月中旬，延安新华广播电台恢复播音，采用上海时间，实际仍是中原时区时间。1947年1月17日重庆《新华日报》刊登了延安新华广播电台介绍国民党军官在内战中被俘情况“每日播音时间上午十二点到十三点三十分。下午十八点到二十点（均上海时间，比重庆时间约早一小时）”1947年9月陕北新华广播电台、邯郸新华广播电台、晋察冀新华广播电台都使用上海时间，而齐齐哈尔的西满新华广播电台使用上海夏令时间，哈尔滨新华广播电台则使用东北时间。实际上东北时间和上海夏令时的时间是一致的。
1949年5月31日，上海市人民政府发布“用字第一号”令：“为统一标准时间起见，自6月1日零时起，全市一律改用北平时间，除校正标准钟外，特此通告。”1949年6月15日，中国人民解放军青岛市军事管制委员会发出《关于统一时间的通知》：“现时本关所沿用之夏令时间自即日起改为上海标准时间，仰将各课处所通字第三号钟表一律拨慢一小时为要”。

#### 抗戰勝利後標準時間的實施
抗戰勝利後，內政部關於全國各省市按區執行標準時的決定開始生效。最早恢復使用的是中原標準時，而重慶、成都、昆明等地仍然使用隴蜀標準時，因此，「滬渝、滬蓉、滬昆等航線的旅客下機後需撥動手錶，進退一小時。」

#### 標準時間的再次修正及推行

中華民國1947年更新的時區劃分（1946年蒙古在法律上与中国分离）

民國三十六年（1947年）8月5日，中華民国國防部召集測量業務聯繫審查會，要求與會的中央各部會審定關於「確定中國標準時區」的提案。結果，內政部會同中央研究院、國防部測量局、中央廣播事業管理處和交通部，修正《全國各地標準時間推行辦法》，聽取天文研究所的意見，將回藏時區更名為新藏時區；將原劃入回藏時區的甘肅玉門以西地區與甘肅全省一併劃入隴蜀時區；這個辦法進一步明確全國時間分為中原、隴蜀、新藏、崑崙、長白5個時區的名稱、標準和範圍，規定：「全國各地標準時間之授時事項由中央研究院負責辦理，報時事項由內政部委託中央廣播事業管理處負責辦理。前項報時與授時應有之聯繫辦法，由中央研究院與中央廣播事業管理處會訂，並送內政部備查。這個辦法呈請行政院核准後於民國37年（1948年）3月通飭各地方政府實施。
1949年中華民國政府遷臺後，實轄地域僅剩中原時區，中原標準時間之後亦稱「國家標準時間」、「臺灣時間」、「臺北時間」。

#### 夏令時間
1940年，上海租界自行发起日光节约時制，定于6月1日至10月12日实行夏令时，此后的1941年3月15日至11月1日也实行夏令时，直至年底太平洋战争令上海租界被日本攻破。1942年，汪精衛國民政府发布命令：“在大东亚战争期内，日光节约时间全年各地一律适用。”
国民政府從1945年起，即曾連續多年實施夏時制：1945年僅於中國大陸實施（彼時尚未臺灣光復）。1946至1949年在海峡兩岸同时實施。1949年於中華民國政府遷臺灣後，繼續實施至1961年為止。
中華民國曾經實施夏令時間紀錄如下：
| 年   | 開始日期 | 結束日期 | 名稱         | 備註                                          |
| ---- | -------- | -------- | ------------ | --------------------------------------------- |
| 1945 | 5月1日   | 9月30日  | 夏令時間     | 未在台灣實施                                  |
| 1946 | 5月15日  | 9月30日  | 夏令時間     | [ 17 ]                                        |
| 1947 | 4月15日  | 10月31日 | 夏令時間     | 原訂實施至9月30日 ，9月15日公布延長至10月31日 |
| 1948 | 5月1日   | 9月30日  | 夏令時間     | [ 21 ]                                        |
| 1949 | 5月1日   | 9月30日  | 夏令時間     | [ 22 ]                                        |
| 1950 | 5月1日   | 9月30日  | 夏令時間     | [ 23 ]                                        |
| 1951 | 5月1日   | 9月30日  | 夏令時間     | [ 24 ]                                        |
| 1952 | 3月1日   | 10月31日 | 日光節約時間 | [ 25 ]                                        |
| 1953 | 4月1日   | 10月31日 | 日光節約時間 | [ 26 ]                                        |
| 1954 | 4月1日   | 10月31日 | 日光節約時間 | [ 27 ]                                        |
| 1955 | 4月1日   | 9月30日  | 日光節約時間 | [ 28 ]                                        |
| 1956 | 4月1日   | 9月30日  | 日光節約時間 | [ 29 ]                                        |
| 1957 | 4月1日   | 9月30日  | 夏令時間     | [ 30 ]                                        |
| 1958 | 4月1日   | 9月30日  | 夏令時間     | [ 31 ]                                        |
| 1959 | 4月1日   | 9月30日  | 夏令時間     | [ 32 ]                                        |
| 1960 | 6月1日   | 9月30日  | 夏令時間     | [ 33 ]                                        |
| 1961 | 6月1日   | 9月30日  | 夏令時間     | 1962年起停止實施                              |
| 1974 | 4月1日   | 9月30日  | 日光節約時間 | [ 36 ]                                        |
| 1975 | 4月1日   | 9月30日  | 日光節約時間 | 1976年起停止實施                              |
| 1979 | 7月1日   | 9月30日  | 日光節約時間 | 1980年起停止實施                              |

### 中華人民共和國时期
早在1947年4月1日，东北政联行政委员会决定自是日起，东北解放区统一实行东经120度上海标准时间。这统一东北全境（含热河省）的中共军队作战使用统一时间。
中華人民共和國成立之後的兩三年內，全國各地所用的時間比較混亂。根據中國科學院紫金山天文台、地球物理所1952年編撰出版的《天地年冊》，截止到1952年年底，全國至少在理論上仍然實行五時區的舊制，甚至連時區名稱都照舊。在該書「時政」一章中，中華人民共和國新藏時區、隴蜀時區、中原時區被分別列入世界標準時區的東六、東七和東八時區。在這期間，出現北京時間。

#### 北京時間的出現
1949年11月1日，西安《群众日报》刊登郑州铁路局西安分局一则更改列车时刻表的通知：「本路行车时刻自十一月一日起改用北京时刻（即较现行时刻提前五十六分）……」这里的「现行时刻」为陇蜀时间，经过计算，「北京时刻」为北京的真太阳时。
1950年後的短短幾個月內，除新疆、西藏外，全國各地都採用北京時間為統一的時間標準。值得指出的是，初期使用的「北京時間」不是我們今天理解的北京時間，也就是說它不是標準時，甚至不是北京地方的平太陽時，而是北京地方的視太陽時（即UTC+7:45:32）。
北京時間的出現，最早很可能只是因廣播報時的急需而產生。作為大眾化的民用時的一種稱謂，其初期的含義是模糊的，隨著無線電廣播報時系統的高效傳遞，全社會幾乎都毫無保留地接納北京時間這一概念。但是，北京時間作為民用標準時間的制度，也未經國家正式規定。1950年11月，由人民革命军事委员会气象局出版的《气象测报简要》，在计算时间时仍将中国划分为三个标准时区。中國《天文年曆》迄今從未使用過「北京時間」一詞，只是在1954年年曆中才第一次使用「北京標準時」這一名稱，並說明：「我國舊分中原、隴蜀、新藏、崑崙、長白五個時區，解放以後，全國除新疆、西藏外，都暫用東經120度標準時，即東八標準時區的時間」：這一說明，標誌著北京時間一詞所反映的時間概念，已經由北京地方的視太陽時直接過渡到北京標準時。
19世紀中期至1997年、1999年，香港和澳門分別為英國和葡萄牙的殖民地。雖然港澳主權先後归还中華人民共和國，但根據「一國兩制」政策，港澳兩個特別行政區各自維持自己的時區政策。由於港澳地理位置都在東八區，港澳的時區在事實上與中国大陆相同。

#### 1949年後中國大陸的時區
1949年中華人民共和國成立后，整個中國定立統一的GMT+8時區，稱為北京时间（或稱作中國標準時間）。值得注意的是，北京時間并不是在北京确定的，而是由位于陕西临潼的中国科学院国家授时中心原子鐘确定的。新疆、西藏在1970年底之前使用东经90度标准时，1971年开始使用东经120度标准时。

#### 新疆时间
在1970－1980年代间，新疆时间曾被多次废除后再恢复。在1986年2月，中国政府批准在新疆民间采用新疆时间（UTC+6），而在铁路、航空和邮电等业务上继续采用北京时间。现时，新疆当地使用的时区基本上是按民族界线划分，大部分汉族人采用北京时间而大部分维吾尔族等其他民族的人则采用乌鲁木齐时间。部分当地政府部门同时使用两个时间。

#### 夏時制
1986年至1991年，中华人民共和国在全国范围实行六年夏时制，每年从4月中旬的第一个星期日2时整（北京时间）到9月中旬第一个星期日的凌晨2时整（北京夏令时）。除1986年因是实行夏时制的第一年，从5月4日开始到9月14日结束外，其它年份均按规定的时段施行。由于省电效果不抵需要适应时间的弊端，1992年4月5日后不再实行。
实行夏时制的建议最早由窦星元提出。1986年4月，中共中央办公厅和国务院办公厅发出《在全国范围内实行夏时制的通知》，通知动员全国人民为节约能源而早睡早起，并要求全国各部门做好宣传和安排工作。具体作法是：每年从四月中旬第一个星期日的凌晨2时整（北京时间），将时钟拨快一小时，即将表针由2时拨至3时，夏令时开始；到九月中旬第一个星期日的凌晨2时整（北京夏令时间），再将时钟拨回一小时，即将表针由2时拨至1时，夏令时结束。在夏令时开始和结束前几天，新闻媒体均刊登有关部门的通告。值得注意的是，夏令时中出生的人，生时须减去1小时。
部分中国不适合实行夏令时原因的觀點認為：
- 中国中西部地区实行的都是北京时间，相当于全年实行夏令时。在中国，夏时制只对东部地区起作用。
- 中国大多数的平民都已习惯北京时间。实行夏令时对于他们来说难以接受，觉得这是多此一举。
- 夏季炎热，民众普遍晚睡，夏令时导致上班上学时间提前，压缩休息时间，导致上班上学无精打采，此外，夏令时扰乱人体生理时钟，最后反而影响工作学习效率，造成健康隐患，反倒导致更大损失。
- 夏时制使铁路和航班需要每年修改时间表，造成麻烦。尤其是在夏令时结束时，某个小时的时间会出现两次，若不注意可能造成问题。
- 夏时制在开始时会凭空丢失一个小时，而在结束时会增加一个小时，如果自动控制设备没有做好相应处理，可能会导致其在时间控制上造成问题。

夏令时取消后，中国的一些工厂学校会根据季节变化，调整上下班、上下学时间，比如在炎热的夏季推迟下午上班上学时间，以利民众生活健康。

## 港澳地区
香港和澳门在殖民地时期仍以东八区标准时间为时间标准，回归中国统治後沿用，故中华人民共和国的这两个特别行政区使用的标准时与北京时间完全相同，唯因一国两制，其管理机构不同于中国内地。

### 香港時間
香港時間（縮寫HKT）是香港所採用的時間標準，並由香港天文台負責管理。香港時間全年比协调世界时快8小時，即是與位於UTC+8時區的國家及地區（包括中国大陆和臺灣）的標準時間（CST、國家標準時間）一致。香港在1904年使用格林尼治標準時間作基準，1972年採用協調世界時。

### 澳門時間
澳門標準時間是澳門所採用的時間標準，並由澳門地球物理暨氣象局負責管理。澳門標準時間比協調世界時快8小時，即是與位於UTC+8時區的國家及地區，包括中國大陸及臺灣的標準時間一致。跟香港一樣，澳門過去曾經引入夏令時間制度，但由於澳門的緯度偏低，實施夏令時間制弊多於利。

## 外部連結
- 中國科學院國家授時中心 （页面存档备份，存于）
- 中國時間 （页面存档备份，存于）